# Franc Zelenik
Franc Zelenik, slovenski strokovnjak za dvostavno knjigovodstvo, * 12. april 1880, Črmlja, †  11. junij 1976, Ljubljana.

## Življenje in delo
Po končani trgovski šoli v Celovcu je bil knjigovodski uradnik pri podjetju Paromlin v Celju (1900–03), pri Prvi jugoslovanski tovarni kavinih surogatov (1903–06) in tvrdki A. Krisper v Ljubljani (1906–09). Leta 1910 se je preselil v Trst in učil  na Trgovski nadaljevalni šoli knjigovodstvo, trgovinsko korespondenco in slovensko stenografijo do 1915, ko je bil mobiliziran. Po vojni je služboval v Ljubljani: knjigovodja v Centralni upravi za trgovinski promet z inozemstvom (pri ministrstvu za trgovino in industrijo, 1919-21), od 1921 dalje je bil v Tobačni tovarni šef računovodstva in od 1948 komercialni direktor, ter se leta 1949 upokojil.
Priredil in v samozaložbi je izdal knjižici Kontokorent (1907) in Enostavno knjigovodstvo (1907), uredil in izdal Slovenski trgovsko-obrtni žepni koledar (za leto 1907 in 1908) in bil urednik Trgovskega koledarja (1924–45). V člankih je obravnaval predvsem knjigovodske zadeve, organizacijo trgovskih obratov, trgovinsko poslovanje, kalkulacije v trgovini in industriji ter vprašanja splošno trgovsko-gospodarskega značaja.